# Nokia DCT3
Nokia DCT-3 – seria telefonów firmy Nokia. Charakteryzują się wyświetlaczem mono, włącznikiem u góry oraz dwoma lub jednym klawiszem funkcyjnym.

## Modele DCT3

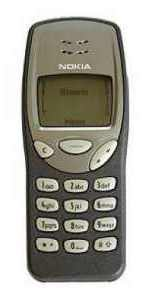
Nokia 3210

Do telefonów serii DCT3 zaliczamy modele:
- NK402
- NK503
- NK702
- Nokia 2100
- Nokia 2190
- Nokia 3210
- Nokia 3210e
- Nokia 3210i
- Nokia 3260
- Nokia 3285
- Nokia 3310
- Nokia 3310e
- Nokia 3315
- Nokia 3320
- Nokia 3330
- Nokia 3350
- Nokia 3360
- Nokia 3390
- Nokia 3395
- Nokia 3410
- Nokia 3610
- Nokia 3810
- Nokia 5110
- Nokia 5110i
- Nokia 5120
- Nokia 5125
- Nokia 5148
- Nokia 5160
- Nokia 5165
- Nokia 5170
- Nokia 5180
- Nokia 5185
- Nokia 5190
- Nokia 5210
- Nokia 5510
- Nokia 6090
- Nokia 6110
- Nokia 6110i
- Nokia 6130
- Nokia 6138
- Nokia 6150
- Nokia 6150e
- Nokia 6161
- Nokia 6162
- Nokia 6185
- Nokia 6188
- Nokia 6190
- Nokia 6200
- Nokia 6210
- Nokia 6210e
- Nokia 6250
- Nokia 6290
- Nokia 7110
- Nokia 7190
- Nokia 7290
- Nokia 8210
- Nokia 8250
- Nokia 8270
- Nokia 8290
- Nokia 8810
- Nokia 8850
- Nokia 8855
- Nokia 8890
- Nokia 9000
- Nokia 9000i
- Nokia 9110
- Nokia 9110i

## Zalety
Telefony z serii DCT3 może nie były tak funkcjonalne jak ich następcy z serii DCT-4 mimo to i tak miały dużą przewagę nad konkurencją ze względu na wyposażenie, funkcjonalność, czytelne wyświetlacze, bezawaryjność, niekonwencjonalne kształty a przede wszystkim charakteryzowały się bardzo długim czasem rozmów ze względu na stosowanie baterii litowo jonowych, zawierały one również jako pierwsze nokie gry, alarm oraz wymienne obudowy tzw. "ekspresowe". 
Najważniejsze zalety modelów DCT3:
- słownik T9
- gry
- wbudowany modem
- funkcja CLIP
- funkcja "Czat"(Nokia 3310)
- animowane wygaszacze ekranu(niektóre nokie DCT3)
- moduł FBUS/MBUS do komunikacji z komputerem PC
- w nowszych modelach obsługa Javy oraz radio
- automatyczna blokada klawiatury(niektóre nokie DCT3)
- profile czasowe(niektóre nokie DCT3)
- duża część modeli DCT3 wyposażona była w obsługę WAP

## Wady
- częste rozłączenia styków baterii w wielu modelach tej serii oraz zanik obrazu na wyświetlaczu (modele 5110, 6150, 6110).
- problemy przy komunikacji telefonu z komputerem PC

## Historia
- model 8810 był pierwszym aparatem z wbudowaną wibracją i wewnętrzną anteną. Inne telefony również ją obsługiwały (Nokia 2110, 6110/6150, 5110) lecz trzeba było dokupić wibrującą baterię oraz ją aktywować w menu telefonu. Nokia 8810 miała już wbudowany silniczek wibracyjny w sobie. Dodatkowo była to pierwsza Nokia z ekskluzywnej serii 88XX. Nokie z tego segmentu przeznaczone są dla ludzi biznesu którzy chcą by ich komórka była ozdobą damskiej torebki lub męskiego garnituru. W 1998 był to jeden z najmniejszych, najlżejszych i najdroższych aparatów na polskim rynku. Kosztował wtedy 3999 zł.Obecnie model ten można nabyć już tylko z drugiej ręki
- Nokia 6210 była pierwszym aparatem z funkcją HSCSD
- 1998/1999 rok – w modelach DCT3 zaczęto wdrażać interfejs podczerwieni
- Nokia 3210 jako pierwsza była aparatem firmy Nokia bez złącza na spodzie telefonu (zostało ukryte wewnątrz aparatu), oraz zawierała słownik T9

## Komunikacja z komputerem PC
Nokie DCT3 posiadały możliwość komunikacji z komputerem PC za pomocą kabla FBUS/MBUS bądź podczerwieni(w zależności od modelu), najpopularniejszy program do obsługi i zarządzania serią DCT3 to Logo manager (zmiana loga operatora, tapety, wiadomości graficznych oraz dzwonków), bardziej zaawansowanym (serwisowym) oprogramowaniem jest WinTesla, oprogramowanie to posiada nieograniczone możliwości od usuwania blokady Simlock, do wymiany całego oprogramowania Firmware, jednakże program WinTesla do obsługi wymaga interfejsu serwisowego.

## Modyfikacje oprogramowania
Ze względu na fakt, iż Nokia DCT3 jest serią sprzed kilku lat, amatorzy modyfikacji oprogramowania układowego mieli czas do doświadczeń, a zarazem szerokie pole do popisu. Na wielu stronach internetowych można znaleźć zmodyfikowane wersje oprogramowania układowego, które zwiększa możliwości tych aparatów między innymi o takie funkcje jak:
- animowane wygaszacze ekranu
- zwiększoną liczba kresek zasięgu oraz poziomu baterii
- profile czasowe
- czytelniejsze menu
- funkcja wibracji (oprócz Nokia 3210)
- melodie zamiast standardowych dźwięków SMS
- edytor grafiki

## Net monitor
Net monitor jest dodatkową funkcją w Nokii DCT3 włączy ją można za pomocą w poszczególnych modelach za pomocą kodu wpisanego z klawiatury, bądź poprzez program Logo Manager. Ta przydatna funkcja po aktywacji widoczna jest na ostatniej pozycji głównego menu, posiada wiele możliwości takich jak:
- test baterii
- dokładny poziom zasięgu oraz wskazanie kodu przekaźnika z jakim telefon jest połączony
- wskaźnik napięcia na wejściu ładowarki podczas ładowania

oraz wiele innych przydatnych funkcji.